# 최기식
최기식(崔基植, 1943년 ~ )은 대한민국 천주교 신부다. 세례명은 베네딕토이다.
아버지 최순봉의 2남 6녀 중 막내로 태어나 서울 성신 중, 고등학교, 가톨릭대학교 신학과 6년을 졸업하고, 1971년 신부 서품을 받았다.
최양업 신부의 직계 후손으로 신부가 되고 첫 미사를 최양업 신부의 묘지에서 드렸다고 한다.
원주 학성 천주교 주임신부, 1976년 원주 원동 천주교 주임신부, 1979년 4월 천주교 원주교구 사무국장 겸 원주교육원 원장을 지냈다.
1982년 4월 5일 김현장과 문부식, 김은숙을 숨겨준 혐의로 국가보안법 위반 및 범인은닉죄를 적용받아 징역 5년을 선고받아 1년 4개월간 복역하고 1983년 8월 12일 광복절 특사로 풀려났다.
20년간 원주교구 '천사들의집'원장으로 장애아들을 돌보고, 천주교 원주교구 사회복지회장을 지내는 등 원주를 중심으로 사회복지 일에 전념하다 필리핀과 방글라데시를 방문하고, 2011년 8월 24일에 한국희망재단 이사장에 취임했다.
인도 달리트, 필리핀, 방글라데시에서 교육, 집짓기 사업 등 제3 세계 빈민 지원사업을 하고 있다.

## 구속
원주교구에 있던 최기식 신부가 광주민중항쟁과 관련되어 수배되어 있던 김현장과 부산 미국문화원 방화범 문부식을 숨겨주었다고, 범인은닉죄로 구속되었다.
1982년 3월 18일 고려신학교 김은숙, 문부식과 부산대 최인순, 김지희 등이 부산 미문화원 현관에 불을 지르는 사건이 발생했다. 이들은 "미국문화의 상징인 부산 미문화원을 불태움으로써 반미투쟁의 횃불을 들어 민족적 자각을 호소한다"라는 성명서를 뿌렸다. 그 중 수배령이 떨어진 김은숙과 문부식은 원주교구청으로 찾아왔고, 교회의 주선으로 자수를 하게 되었다.
이 사건에 대해 1982년 4월 2일 오후 6시 원주교구장 지학순 주교는 "비록 죄인이라 할지라도 도움을 요청하는 사람에게 도움을 주어야 하는 것이 사제의 직분으로 최기식은 사제로서 해야 할 일을 한 것뿐"이라고 말했으며, 다음 날 성명서를 통해 "최기식 신부는 문부식과 김은숙의 자수의사에 따라 당국에 자수를 주선해 주었으며 죄와 폭력은 미워하나 죄인은 미워할 수 없다"라고 공식 발표했다.
그러나 치안본부는 4월 5일 원주교구 가톨릭 교육원장 최기식, 전 가톨릭 노동청년회회장이자 산업선교회 사무국장 이창복, 가톨릭 농민회 부회장 정인재, 교육원 운전사 문길환, 원주 치악산 서점 주인 이영애 등 5명을 연행했다. 최기식은 범인은닉죄, 다른 4명은 국가보안법, 범인은닉 및 교사혐의 등을 적용했다.
이에 따라 1982년 4월 9일 최기식은 부산교구장 이갑수 주교와 부산교구 사제단을 만난 자리에서 양심선언을 발표하고, 4월 12일에는 천주교 정의구현전국사제단에서는 "최기식신부의 구속에 대하여 당국에 묻는다"라는 제목으로 5개 항의 성명서를 발표하게 된다.
한국 천주교 주교회의 사무총장 정은규 신부는 기자회견을 통하여 "방화사건과 관련하여 교회를 찾아와 그 보호를 받고 있던 사람들을 본인들의 뜻에 따라 당국에 자수를 주선해준 최기식 신부의 행위는 최선의 길이었으을 우리 교회는 확신한다. 또한 광주사태로 말미암아 쫓기고 있는 사람들을 보호해 준 사제들의 양심을 전적으로 존중한다.… 공산주의가 두려워 모든 국민이 정부에서 시키는 말만 반복하는 사회가 된다면 그 사회는 공산독재국가와 다를바 없을 것이다.…"라고 발표했다.
결국 그해 6월 14일 1심 공판이 끝났는데, 부산지법 형사 4부 (재판장 안문태 부장판사)는 최기식에게 국가보안법 위반 및 범인은닉죄 등을 적용하여 징역 3년, 자격정지 3년이 선고했다.
윤공희 대주교는 5.18 2주기 추도미사에서 아물지 않은 광주사태라는 제목으로 최기식 신부 구속사건이 광주사태와 무관하지 않다고 강론했다. 지학순 주교는 〈사목〉에 가톨릭과 공산주의라는 제목으로 교회가 용공분자의 양성소처럼 인식되는데 반박하며 최기식 신부의 결백을 주장하는 등 천주교회는 최기식 신부의 석방과 문부식 피고인을 위한 가톨릭의 구명운동을 전개하였다. 1982년 10월 추계주교회의에서는 인권운동을 전개하고, 한국천주교주교단은 시국담화문을 발표하여 당시 몇 년간 자행된 전두환 정권의 잘못을 지적하고 방침을 제시했다.
최기식은 1983년 8월 12일 광복절 특사로 석방되었으며, 김현장과 문부식은 무기로 감형되었다.
최기식 신부는 2013년 5월31일자로 42년에 걸친 사목활동을 마무리 하고 원로사목자의 길을 걷게 됐다

## 수필집
- 최기식 (1997). 《로만칼라와 빈 부덤》. 기쁜소식. ISBN 8987140547. (사제서품 25주년 기념 )

## 같이 보기
- 지학순
- 천주교정의구현전국사제단